# Andrés de San Víctor
Andrés de San Víctor (m. en 1175) fue un canónigo agustino asociado con la escuela de San Víctor en París durante la Edad Media. Nacido en Inglaterra, estudió a San Víctor bajo la tutela del abad Hugo.
Hacia el año 1147 Andrés fue elegido primer abad del nuevo monasterio dedicado al apóstol Santiago en Wigmore, condado de Herefordshire. A causa de conflictos con los monjes, abandonó el monasterio en 1153 y volvió a París. Regresó a Inglaterra por última vez entre 1161 y 1163, y ahí  murió en Wigmore en octubre de 1175.
La producción literaria de Andrés consiste exclusivamente en comentarios sobre el Antiguo Testamento. Como exégeta, aplica el esquema hermenéutico de su maestro, Hugo, el cual destaca el significado literal. Fue un excepcional teólogo medieval con conocimiento del hebreo que utilizó fuentes judaicas contemporáneas aunque las influencias más conspicuas en su obra son los Padres de la Iglesia y la retórica clásica.